# هاولي (ماساتشوستس)
هاولي (بالإنجليزية: Hawley, Massachusetts)‏ هي بلدة أمريكية تقع في الولايات المتحدة في مقاطعة فرانكلين (ماساتشوستس). يقدر عدد سكانها بـ 337 نسمة ومساحتها 80.0 كم2 وترتفع عن سطح البحر 534 متر.